# Ломниця (Новотомиський повіт)
Ломниця (пол. Łomnica) — село в Польщі, у гміні Збоншинь Новотомиського повіту Великопольського воєводства.
Населення — 709 осіб (2011).
У 1975-1998 роках село належало до Зеленоґурського воєводства.

## Демографія
Демографічна структура станом на 31 березня 2011 року:
|          | Загалом | Допрацездатний вік | Працездатний вік | Постпрацездатний вік |
| -------- | ------- | ------------------ | ---------------- | -------------------- |
| Чоловіки | 362     | 84                 | 243              | 35                   |
| Жінки    | 347     | 78                 | 196              | 73                   |
| Разом    | 709     | 162                | 439              | 108                  |